# The Taxi Gang
The Taxi Gang ist die Hausband des jamaikanischen Reggae-Labels Taxi, gegründet von Sly & Robbie.
Das Label Taxi wurde 1978 von den Musikern/Produzenten Sly & Robbie in Kingston, Jamaika gegründet. Der Name spielt auf den vorherigen Broterwerb von Sly an. Das Label veröffentlichte eine Vielzahl von Singles verschiedener Künstler, als Produzenten fungierten dabei meist Sly und Robbie, die dort als Rhythmusgruppe auftreten zusammen mit wechselnden Musikern. Zu diesen gehören etwa Robbie Lyn (Keyboards), Willie Lindo (Gitarre), Darryl Thompson (Gitarre), Guillaume Briard (Saxophon) und viele mehr.
Die Taxi Gang bildet auch die Begleitband von Sly & Robbie bei Liveauftritten.